# Olivier Giroud
Olivier Giroud (Chambéry, 30 de setembre de 1986) és un futbolista professional francès que juga com a davanter a Los Angeles FC de la Major League Soccer i a la selecció francesa.

## Carrera esportiva
Ha destacat en diversos clubs francesos com el Grenoble Foot 38, l'FC Istres, el Tours FC, Montpeller HSC o l'Arsenal Football Club. Giroud va ser campió l'any 2011-2012 amb el Montpeller HSC i acabà com a màxim golejador de la Lliga francesa de futbol (21 gols). El juliol de 2012, signà amb l'Arsenal FC. I l'hivern del 2018 amb el Chelsea. És internacional amb França i va marcar el seu primer gol contra Alemanya. Ha disputat l'Eurocopa 2012.
El 13 de maig de 2014, l'entrenador de la selecció francesa Didier Deschamps el va incloure a la llista final de 23 jugadors que representaran França a la Copa del Món de Futbol de 2014.

## Palmarès
Montpellier HSC
- 1 Ligue 1: 2011-12

Arsenal FC
- 3 Copes angleses: 2013-14, 2014-15, 2016-17
- 3 Community Shield: 2014, 2015, 2017

Chelsea FC
- 1 Lliga de Campions de la UEFA: 2020-21
- 1 Lliga Europa de la UEFA: 2018-19
- 1 Copa anglesa: 2017-18

AC Milan
- 1 Serie A: 2021-22

Los Angeles FC
- 1 US Open Cup: 2024

Selecció francesa
- 1 Copa del Món: 2018
- 1 Lliga de les Nacions de la UEFA: 2020-21